# Playboy (chanson d'Ann Christine)
Pour les articles homonymes, voir Playboy (homonymie).
Chansons représentant la Finlande au Concours Eurovision de la chanson
Aurinko laskee länteen
(1965) Varjoon - suojaan
(1967)
Playboy est une chanson écrite et composée par Ossi Runne et interprétée par Ann Christine, sortie en 45 tours en 1966.
C'est la chanson représentant la Finlande au Concours Eurovision de la chanson 1966.
Ann Christine a également enregistré la chanson dans une version anglophone sous le même titre.

## À l'Eurovision

### Sélection
Le 22 janvier 1966, ayant remporté l'Euroviisut 1966 à Helsinki, la chanson Playboy, interprétée par Ann Christine, est sélectionnée pour représenter la Finlande au Concours Eurovision de la chanson 1966 qui a lieu le 5 mars à Luxembourg.

### À Luxembourg
La chanson est intégralement interprétée en finnois, langue officielle de la Finlande, comme l'impose la règle de 1966 à 1972. L'orchestre est dirigé par Ossi Runne (en).
Playboy est la septième chanson interprétée lors de la soirée du concours, suivant Intet er nytt under solen d'Åse Kleveland pour la Norvège et précédant Ele e ela de Madalena Iglésias pour le Portugal.
À l'issue du vote, elle obtient 7 points, se classant 10e — à égalité avec Ce soir je t'attendais de Michèle Torr pour le Luxembourg et Die Zeiger der Uhr de Margot Eskens pour l'Allemagne — sur 18 chansons,.

## Liste des titres
| A. | Playboy (avec Esko Linnavalli et son orchestre) | Ossi Runne | 2:02 |
| B. | Young People (avec The Islanders)               | Kari Kuuva | 2:07 |

## Historique de sortie
| Pays      | Date | Format   | Label   |
| --------- | ---- | -------- | ------- |
| Finlande, | 1966 | 45 tours | Scandia |
| Suède     | 1966 | 45 tours | Fontana |